# Штрбовац
Штрбовац је насеље у Србији у општини Бабушница у Пиротском округу на обронцима Суве Планине. Према попису из 2022. године било је 9 становника.

## Демографија
У насељу Штрбовац живи 112 пунолетних становника, а просечна старост становништва износи 65,5 година (65,1 код мушкараца и 66,0 код жена). У насељу има 65 домаћинстава, а просечан број чланова по домаћинству је 1,77.
Ово насеље је великим делом насељено Србима (према попису из 2002. године), а у последња три пописа, примећен је пад у броју становника.
|  |

| Демографија | Демографија | Демографија |
| Година      | Становника  | Становника  |
| ----------- | ----------- | ----------- |
| 1948.       | 952         |             |
| 1953.       | 958         |             |
| 1961.       | 913         |             |
| 1971.       | 668         |             |
| 1981.       | 390         |             |
| 1991.       | 192         | 192         |
| 2002.       | 115         | 115         |
| 2011.       | 57          |             |
| 2022.       | 9           |             |

| Етнички састав према попису из 2002.‍ | Етнички састав према попису из 2002.‍ | Етнички састав према попису из 2002.‍ | Етнички састав према попису из 2002.‍ | Етнички састав према попису из 2002.‍ |
| ------------------------------------ | ------------------------------------ | ------------------------------------ | ------------------------------------ | ------------------------------------ |
|                                      |                                      |                                      |                                      |                                      |
| Срби                                 | Срби                                 |                                      | 113                                  | 98,26%                               |
| Роми                                 | Роми                                 |                                      | 2                                    | 1,73%                                |

| Година пописа     | 1948. | 1953. | 1961. | 1971. | 1981. | 1991. | 2002. |
| ----------------- | ----- | ----- | ----- | ----- | ----- | ----- | ----- |
| Број домаћинстава | 155   | 159   | 174   | 157   | 141   | 99    | 65    |

| Број чланова      | 1  | 2  | 3 | 4 | 5 | 6 | 7 | 8 | 9 | 10 и више | Просек |
| ----------------- | -- | -- | - | - | - | - | - | - | - | --------- | ------ |
| Број домаћинстава | 20 | 41 | 3 | 1 | 0 | 0 | 0 | 0 | 0 | 0         | 1,77   |

| Пол    | Укупно | Неожењен/Неудата | Ожењен/Удата | Удовац/Удовица | Разведен/Разведена | Непознато |
| ------ | ------ | ---------------- | ------------ | -------------- | ------------------ | --------- |
| Мушки  | 58     | 6                | 41           | 8              | 2                  | 1         |
| Женски | 54     | 1                | 41           | 11             | 1                  | 0         |
| УКУПНО | 112    | 7                | 82           | 19             | 3                  | 1         |

| Пол    | Укупно                    | Пољопривреда, лов и шумарство | Рибарство                            | Вађење руде и камена | Прерађивачка индустрија       |
| ------ | ------------------------- | ----------------------------- | ------------------------------------ | -------------------- | ----------------------------- |
| Мушки  | 7                         | 6                             | 0                                    | 0                    | 0                             |
| Женски | 6                         | 6                             | 0                                    | 0                    | 0                             |
| УКУПНО | 13                        | 12                            | 0                                    | 0                    | 0                             |
| Пол    | Производња и снабдевање   | Грађевинарство                | Трговина                             | Хотели и ресторани   | Саобраћај, складиштење и везе |
| Мушки  | 0                         | 0                             | 1                                    | 0                    | 0                             |
| Женски | 0                         | 0                             | 0                                    | 0                    | 0                             |
| УКУПНО | 0                         | 0                             | 1                                    | 0                    | 0                             |
| Пол    | Финансијско посредовање   | Некретнине                    | Државна управа и одбрана             | Образовање           | Здравствени и социјални рад   |
| Мушки  | 0                         | 0                             | 0                                    | 0                    | 0                             |
| Женски | 0                         | 0                             | 0                                    | 0                    | 0                             |
| УКУПНО | 0                         | 0                             | 0                                    | 0                    | 0                             |
| Пол    | Остале услужне активности | Приватна домаћинства          | Екстериторијалне организације и тела | Непознато            | Непознато                     |
| Мушки  | 0                         | 0                             | 0                                    | 0                    | 0                             |
| Женски | 0                         | 0                             | 0                                    | 0                    | 0                             |
| УКУПНО | 0                         | 0                             | 0                                    | 0                    | 0                             |

## Галерија
- Спомен чесма 2023. године